# Veličná (przystanek kolejowy)
Veličná – przystanek kolejowy znajdujący się w miejscowości Veličná w kraju żylińskim na Słowacji.